# Ромейн Брукс
Ромейн Брукс (англ. Romaine Brooks, при народженні англ. Beatrice Romaine Goddard, 1 травня 1874, Рим — 7 грудня 1970, Ніцца) — французька художниця, скульпторка та архітектурна креслярка американського походження. Спеціалізувалася на портретному живописі й використовувала приглушену тональну палітру. Брукс ігнорувала сучасні художні тенденції, такі як кубізм і фовізм, спираючись на свою оригінальну естетику, натхненну роботами Чарльза Кондера, Волтера Сікерта і Джеймса Макніла Вістлера. Її моделями були як незнайомці, так і титуловані аристократи. Найбільш відома портретами жінок в андрогінному або чоловічому одязі, включаючи автопортрет 1923 року.

## Життєпис
Беатріс Ромейн Брукс народилася в Римі, Італія наймолодшою з трьох дітей заможних американців Елли (Вотерман) Годдард та майора Генрі Годдарда. Батьки розлучилися, коли вона була маленькою, батько кинув сім'ю. Ставши дорослою, вона назвала себе «дитиною-мученицею».
У 1893 році залишила сім'ю і поїхала в Париж. Отримуючи мізерну допомогу від матері, брала уроки співу, якийсь час співала в кабаре. Тоді дізналася, що вагітна. 17 лютого 1897 року народила доньку. Годдард помістила немовля в монастир для догляду, та поїхала до Риму, щоб вчитися мистецтву. На заняттях малювання з натури Годдард була єдиною дівчиною-студенткою, оскільки жінкам було незвично працювати з оголеними моделями. Під час навчання її сексуально домагались. Коли однокурсник залишив на стільці відкриту книгу з підкресленими порнографічними фрагментами, Ромейн взяла її та вдарила книгою хлопцю по обличчю. Студент та його друзі переслідували художницю. Вона змушена була втекти на острів Капрі після того, як він спробував змусити її вступити з ним в шлюб. Влітку 1899 року Ромейн орендувала невелику студію в найбіднішій частині острова Капрі, де розташовувалася колонія художників.
У 1902 році вона отримала величезний спадок (дід по материнській лінії був мультимільйонер Айзек Ватерман), що дозволив їй жити згідно з власними бажаннями.
У 1905 році Брукс переїжджає в Париж, де знайомиться з іншими американськими емігрантами, з європейськими аристократами, художниками, письменниками й світської богемою. У Парижі Ромейн Брукс трималася осторонь від авангардних художників Монпарнаса і Монмартра, винаймала квартиру в фешенебельному 16-му окрузі. Тут вона писала портрети як незнайомих, так і знаменитих жінок.

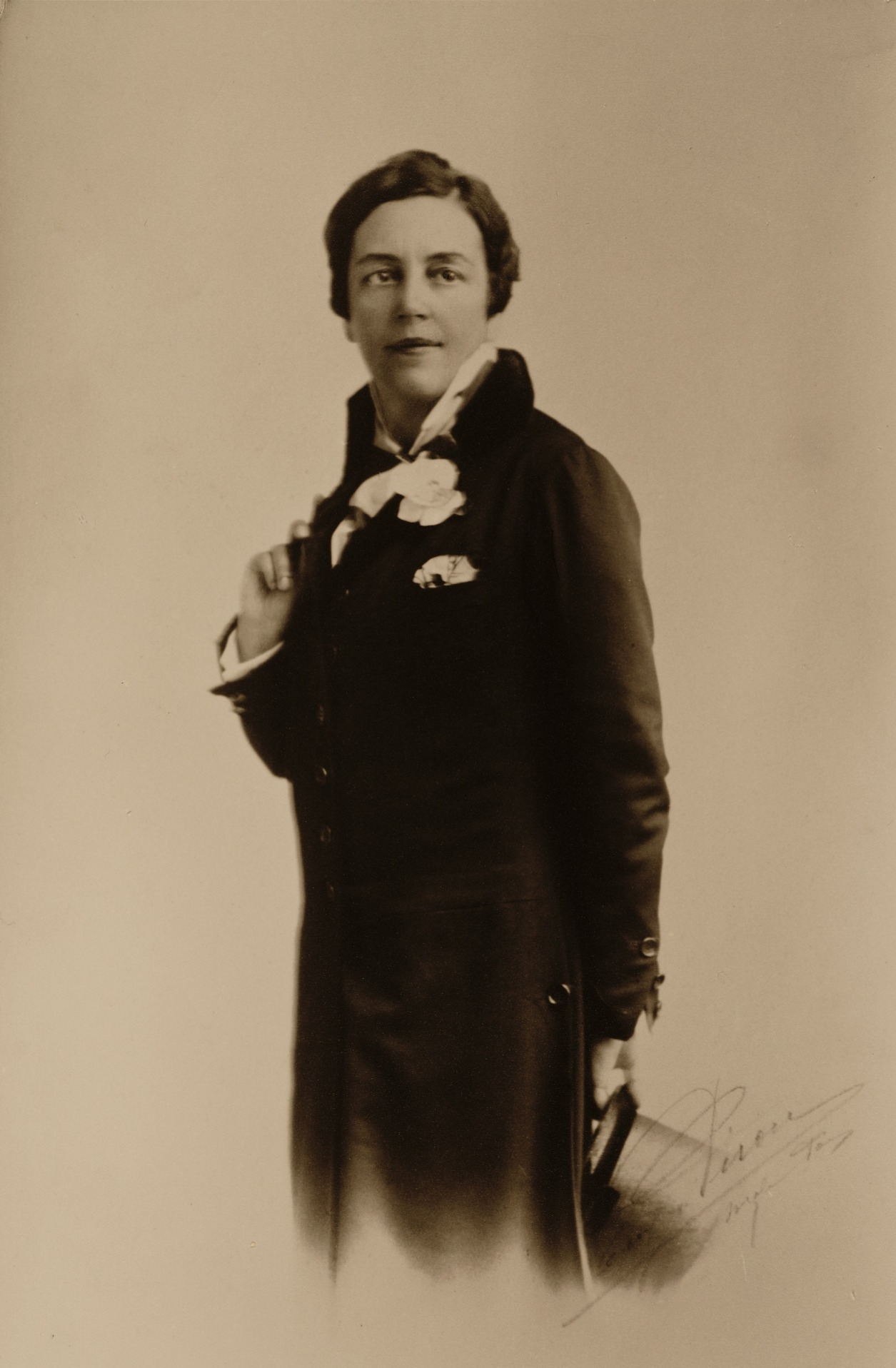
Ромейн Брукс у 1910 році

Перша персональна виставка Брукс відбулася в 1910 році в престижній Галереї «Durand-Rue». Брукс включила у неї дві роботи з оголеною натурою — сміливий крок для жінки-мисткині в 1910 році. Рецензії на виставку були бурхливими, поет Роберт де Монтеск'ю написав схвальний відгук, назвавши Брукс «викрадачкою душ». Картину «Білі Азалії» з оголеною жінкою, що лежить на дивані, критики порівнювали з «Олімпією» Едуара Мане і «Махою оголеною» Франсиско Гої. Виставка встановлює репутацію Брукс як художниці.
Брукс розчарувалася в паризькому вищому суспільстві. Попри успіх, в цей час вона назвала себе в мемуарах «жертвою, забитою камінням».
На початку Першої світової війни Брукс пише картину «Хрест Франції» (1914), що символізує образ країни на війні. На полотні зображена медсестра Червоного Хреста, що з рішучим виразом обличчя дивиться вдалину, на задньому плані охоплене вогнем місто Іпр. Хоча картина не є портретом Іди Рубінштейн, образ схожий на неї, і Рубінштейн, можливо, послужила моделлю для цієї роботи. «Хрест Франції» був виставлений разом з віршем Габріеле д'Аннунціо, що закликає до відваги і рішучості у воєнний час, а потім відтворений в буклеті, що продавався для збору коштів для Червоного Хреста. Після війни, за зусилля у зборах коштів Ромейн Брукс була нагороджена Орденом Почесного легіону.
У 1925 році пройшли її виставки в Лондоні, Парижі, і Нью-Йорку, але після цього Ромейн майже не займалася живописом, після 1935 припинила займатися і графікою. У 1937 році Брукс залишає Париж і переїжджає до Італії, на віллу біля Флоренції. Італію вона завжди вважала своєю батьківщиною, але на той час там прийшов до влади фашистський Муссоліні.
Після завершення Другої світової Брукс відмовилася повертатися в Париж, залишила мистецтво. Вона втратила інтерес до просування власних робіт на виставки.
Починаючи з 1950-х років, художниця страждала депресією та параною. Вона жила в затемненій квартирі й практично не бачилася з людьми.
Померла Ромейн Брукс 7 грудня 1970 року в Ніцці у віці 96 років. Похована в Ніцці на Англійському кладовищі.

## Творчість
Була відомою портретисткою. Не бувши вимушеною продавати свої роботи, щоб підтримати себе фінансово, вона малювала свої картини «майже різкими в їх чесності».
Брукс не прийняла нові художні напрямки (футуризм, кубізм), смаками вона залишилася в епосі символізму, за манерою свого портретного живопису була близька до Едуара Мане та Вістлера. Залишила портрети дам прекрасної епохи, своїх коханих, часто в чоловічому одязі (так одягнена і вона сама на автопортреті 1923 р. ймовірно, найвідомішій своій картині). Проте в малюнках 1930-х помітно зблизилася з сюрреалізмом (А.Массон).
Інтерес критики до творчості Ромейн Брукс відродився в 1980-х роках, а потім посилився під впливом розвитку фемінізму і квір-досліджень.

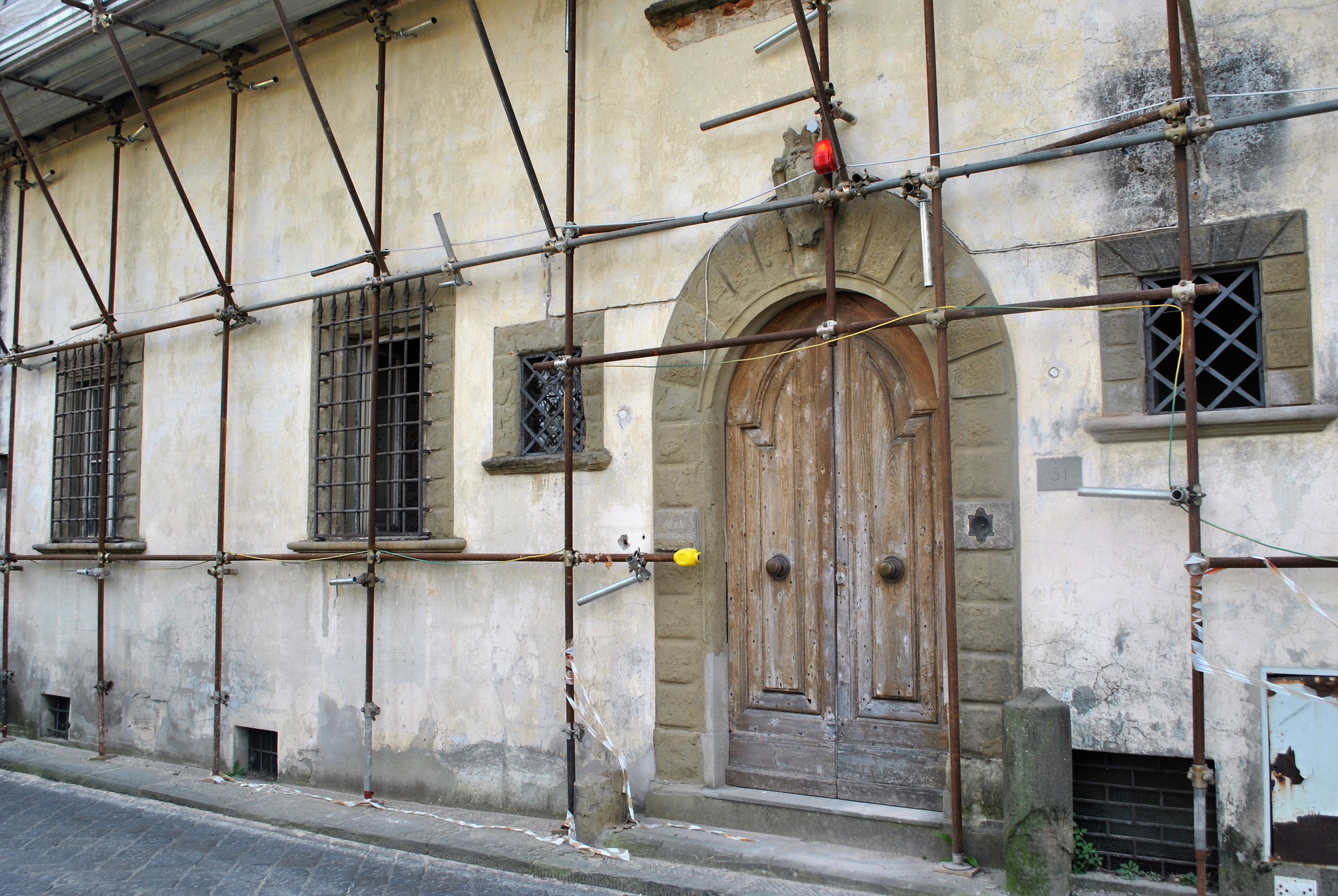
Вілла Ромейн Брукс в Італії

## Особисте життя
Попри те, що Ромейн ― лесбійка, 13 червня 1903 року вона вийшла заміж за свого друга Джона Еллінгема Брукса, невдачливого піаніста і перекладача, який мав серйозні фінансові труднощі. Він теж був гомосексуальним, Ромейн так і не розповіла, чому вона вийшла за нього заміж. Її перша біографиня Меріл Секрест передбачає, що її мотивувала турбота про нього і бажання дружніх відносин, а не потреба в шлюбі за розрахунком. Вони посварилися майже відразу, коли вона обстригла волосся і замовила чоловічий одяг для запланованої пішохідної екскурсії по Англії; він відмовився з'являтися на публіці з нею в такому одязі. Роздратована його прагненням до зовнішньої пристойності, вона залишила його всього через рік і переїхала в Лондон. Після того, як вони розлучилися, вона продовжувала виплачувати Бруксу допомогу в розмірі трьохсот фунтів на рік. Він комфортно жив на Капрі з Е. Ф. Бенсоном, поки не вмер від раку печінки в 1929 році.
У 1911 році у Брукс почався роман з Ідою Рубінштейн. Художниця пише кілька портретів балерини (в тому числі — в образі Святого Себастьяна з музичної драми Д'Аннунціо, а також у вигляді Сумної Венери), в 1914 їх стосунки закінчилися.
Серед її подруг також були американська світська левиця Віннаретта Зінгер, письменниця Брайхер, племінниця Оскара Вайлда Доллі Вайлд, модель Ольга де Мейер, піаністка Рената Боргатті
Найдовшими й важливими відносинами в житті Брукс були її тристоронні стосунки з Наталі Кліффорд Барні, письменницею американського походження, і Лілі де Грамон, французької аристократкою. Вона сформувала з ними тріо, яке протрималося до кінця їхнього життя. Барні та Брукс були у стосунках понад 50 років.

## Образ у культурі
Стала прототипом художниці Венеції Форд у відомому лесбійському романі Редкліфф Голл «Кузня» (1924), її образ виведений в сатиричному романі Комптона Маккензі «Незвичайні жінки» (1928), романі «Дамський альманах» Джуни Барнс (1928).
Ромейн Брукс ― одна з героїнь документального фільму Грети Шиллер «Париж був жінкою», за однойменною книгою Андреа Вайс. У фільмі «Ціна бажання» (2014) роль Брукс виконала французька актриса Ельза Зільберштейн.